# Município de Milton (condado de Mahoning, Ohio)
O município de Milton (em inglês: Milton Township) é um município localizado no condado de Mahoning no estado estadounidense de Ohio. No ano de 2010 tinha uma população de 3.759 habitantes e uma densidade populacional de 57,27 pessoas por km².

## Geografia
O município de Milton encontra-se localizado nas coordenadas 41° 05′ 45″ N, 80° 57′ 12″ O. Segundo o Departamento do Censo dos Estados Unidos, o município tem uma superfície total de 65.64 km², da qual 58,21 km² correspondem a terra firme e (11,31 %) 7,42 km² é água.

## Demografia
Segundo o censo de 2010, tinha 3.759 habitantes residindo no município de Milton. A densidade populacional era de 57,27 hab./km². Dos 3.759 habitantes, o município de Milton estava composto pelo 97,45 % brancos, o 0,11 % eram afroamericanos, o 0,35 % eram amerindios, o 0,19 % eram asiáticos, o 0,27 % eram de outras raças e o 1,65 % eram de uma mistura de raças. Do total da população o 1,33 % eram hispanos ou latinos de qualquer raça.